# Magistrala CFR 700
Magistrala 700 este o cale ferată principală a Căilor Ferate Române, conectând capitala cu municipiile Brăila și Galați.  
În prezent, traficul de călători și marfă s-a diminunat substanțial pe porțiunea Urziceni - Făurei a acestei magistrale și se preferă pentru trenurile de călători și de mărfuri ocolirea prin Ploiești - Buzău - Făurei (aferentă magistralei 500 și liniei 702, fiind linii duble și electrificate).   
Au mai rămas în circulație noile trenuri care circulă spre aeroportul Henri Coandă pe o ramură nouă numită linia 700T1 (terminal 1), dar și trenurile Regio spre Urziceni și Slobozia.  
Magistrala 700 este a doua cea mai scurtă linie magistrală după magistrala 600. 

## Căi ferate principale
- 700 București Nord - Urziceni - Făurei - Brăila - Barboși - Galați (229 km)
- 702 Buzău - Făurei - Țăndărei - Fetești (129 km) - CFR; sezonier: Transferoviar
- 704 Mărășești - Tecuci - Barboși - Galați (104 km) - CFR

## Căi ferate secundare

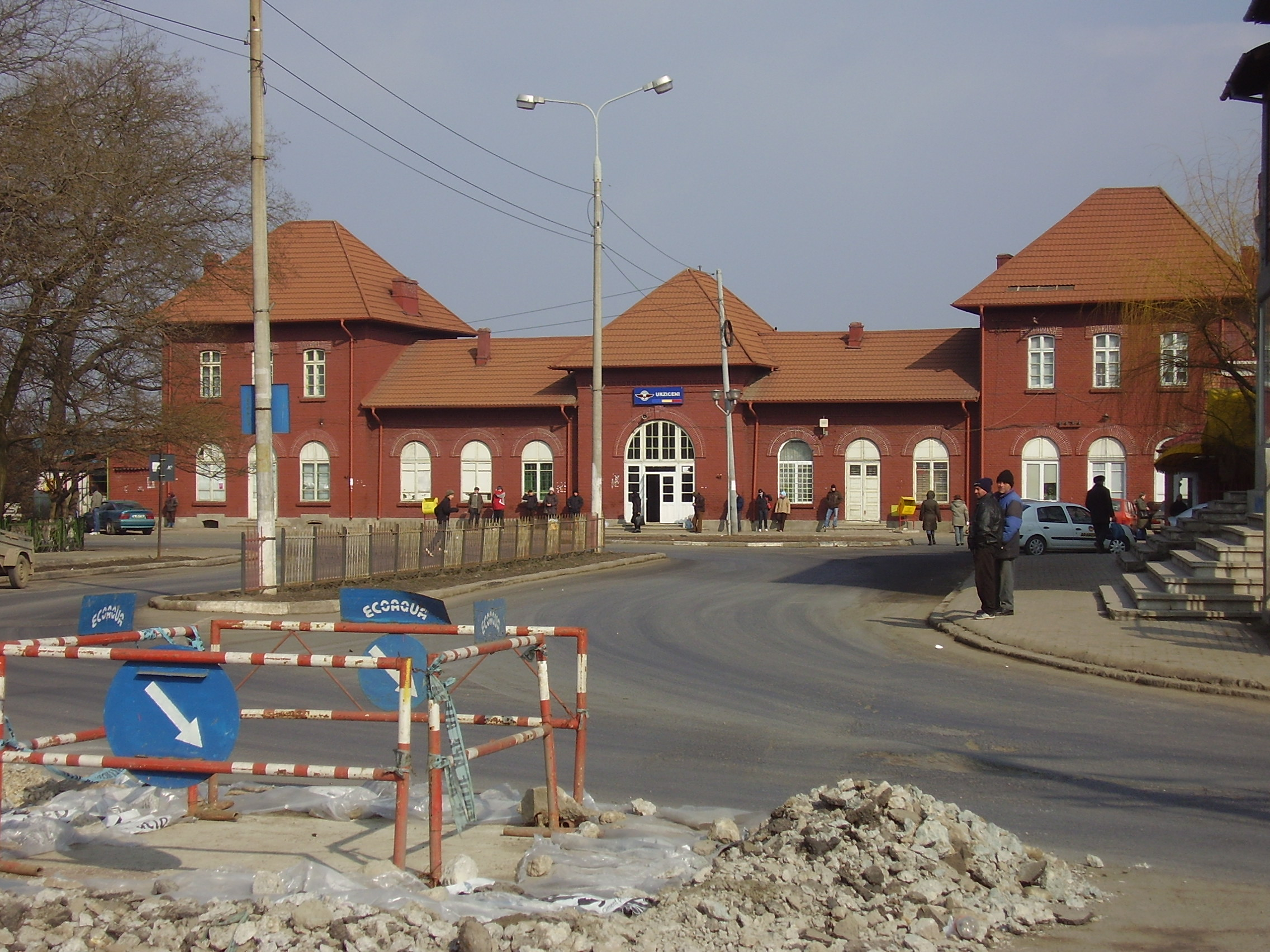
Gara Urziceni

- 701 Ploiești Sud - Urziceni - Slobozia - Țăndărei (146 km) - închisă între Slobozia și Țăndărei; operată de Regio Călători (Ploiești Sud - Urziceni) și CFR Călători (Urziceni - Slobozia Veche). Între Ploiești Sud și Urziceni este parțial dublată și înzestrată cu bloc de linie automat, semnalizare luminoasă și centralizare electrodinamică în stații pentru operarea schimbătoarelor de cale, linia este și sudată, intenționată cândva pentru o importanță mai mare, însă a ajuns considerată neinteroperabilă acum de CFR SA între Ploiești Sud și Urziceni, prin urmare cel puțin această porțiune este apreciată acum ca o linie secundară, circulând doar trenurile operatorului privat Regio Călători.
- 703 Galați - Bârlad (107 km) - deși interconectează magistralele 600 și 700, are specificul unei linii secundare, în mare parte operată prin conducere centralizată. Este o linie neinteroperabilă, fiind închiriată la Transferoviar.